# Thaptomys nigrita
Thaptomys nigrita е вид бозайник от семейство Хомякови (Cricetidae), единствен представител на род Thaptomys.

## Разпространение
Видът е разпространен в Аржентина, Бразилия, Парагвай и Уругвай.